# Coppa Nordamericana di skeleton 2014
La Coppa Nordamericana di skeleton 2014 è stata la quattordicesima edizione del circuito continentale nordamericano di skeleton, manifestazione organizzata dalla Federazione Internazionale di Bob e Skeleton; è iniziata il 14 novembre 2013 a Calgary, in Canada, e si è conclusa il 10 gennaio 2014 a Lake Placid, negli Stati Uniti. Erano in programma sedici gare: otto per le donne e altrettante per gli uomini in tre differenti località; non vennero tuttavia disputate le ultime due tappe di Lake Placid relative al singolo donne, riducendo il totale delle gare femminili a sei.
Vincitori dei trofei, conferiti agli atleti classificatisi per primi nel circuito, sono stati la canadese Elisabeth Vathje nel singolo femminile e il giapponese Shinsuke Tayama in quello maschile.

## Calendario
| Località    | Data                | Donne           | Uomini |
| ----------- | ------------------- | --------------- | ------ |
| Calgary     | 14–15 novembre 2013 | ●●              | ●●     |
| Park City   | 21–23 novembre 2013 | ●●●             | ●●●    |
| Lake Placid | 4 dicembre 2013     | ●               | ●      |
| Lake Placid | 9–10 gennaio 2014   | gare cancellate | ●●     |
| Totale      | Totale              | 6               | 8      |

## Risultati

### Donne
| Data             | Località    | Prime classificate       | Seconde classificate      | Terze classificate       |
| ---------------- | ----------- | ------------------------ | ------------------------- | ------------------------ |
| 14 novembre 2013 | Calgary     | Carli Brockway Canada    | Marina Gilardoni Svizzera | Elisabeth Vathje Canada  |
| 15 novembre 2013 | Calgary     | Carli Brockway Canada    | Marina Gilardoni Svizzera | Madison Charney Canada   |
| 21 novembre 2013 | Park City   | Marija Orlova Russia     | Elisabeth Vathje Canada   | Gracie Clapp Stati Uniti |
| 22 novembre 2013 | Park City   | Marija Orlova Russia     | Elena Nikitina Russia     | Anne O'Shea Stati Uniti  |
| 23 novembre 2013 | Park City   | Elisabeth Vathje Canada  | Elena Nikitina Russia     | Ol'ga Nikandrova Russia  |
| 4 dicembre 2013  | Lake Placid | Gracie Clapp Stati Uniti | Elisabeth Vathje Canada   | Megan Henry Stati Uniti  |

### Uomini
| Data             | Località    | Primi classificati          | Secondi classificati        | Terzi classificati          |
| ---------------- | ----------- | --------------------------- | --------------------------- | --------------------------- |
| 14 novembre 2013 | Calgary     | Evan Neufeldt Canada        | Aleksandr Tret'jakov Russia | Sergej Čudinov Russia       |
| 15 novembre 2013 | Calgary     | Aleksandr Tret'jakov Russia | Sergej Čudinov Russia       | Joseph Luke Cecchini Italia |
| 21 novembre 2013 | Park City   | Aleksandr Tret'jakov Russia | Sergej Čudinov Russia       | Yun Sung-bin Corea del Sud  |
| 22 novembre 2013 | Park City   | Aleksandr Tret'jakov Russia | Sergej Čudinov Russia       | Yun Sung-bin Corea del Sud  |
| 23 novembre 2013 | Park City   | Shinsuke Tayama Giappone    | Yun Sung-bin Corea del Sud  | Sean Greenwood Irlanda      |
| 4 dicembre 2013  | Lake Placid | Austin McCrary Stati Uniti  | Shinsuke Tayama Giappone    | Mike Rogals Stati Uniti     |
| 9 gennaio 2014   | Lake Placid | Mike Rogals Stati Uniti     | Evan Neufeldt Canada        | Kyle Brown Stati Uniti      |
| 10 gennaio 2014  | Lake Placid | Mike Rogals Stati Uniti     | Stephen Garbett Stati Uniti | Kyle Brown Stati Uniti      |

## Classifiche

### Donne
| Pos. | Atleta           | Nazione                 | CAL-1 | CAL-2 | PKC-1 | PKC-2 | PKC-3 | LAK | Punti |
| ---- | ---------------- | ----------------------- | ----- | ----- | ----- | ----- | ----- | --- | ----- |
| 1    | Elisabeth Vathje | Canada                  | 3     | 5     | 2     | 4     | 1     | 2   | 315   |
| 2    | Madison Charney  | Canada                  | 5     | 3     | 6     | 6     | 4     | 7   | 237   |
| 3    | Marija Orlova    | Russia                  | 8     | 4     | 1     | 1     | -     | -   | 236   |
| 4    | Gracie Clapp     | Stati Uniti             | 11    | 6     | 3     | 8     | 7     | 1   | 234   |
| 5    | Megan Henry      | Stati Uniti             | 10    | 12    | 7     | 5     | 5     | 3   | 208   |
| 6    | Veronica Day     | Stati Uniti             | 9     | 9     | 8     | 7     | 6     | 4   | 198   |
| 7    | Elena Nikitina   | Russia                  | 4     | -     | -     | 2     | 2     | -   | 180   |
| 8    | Maria Montejano  | Spagna                  | 6     | 7     | 10    | 10    | 12    | -   | 170   |
| 9    | Katie Tannenbaum | Isole Vergini Americane | 13    | 13    | 9     | 9     | 10    | -   | 152   |
| 10   | Kellie Delka     | Stati Uniti             | 12    | 11    | 5     | -     | 8     | 5   | 151   |

### Uomini
| Pos. | Atleta               | Nazione       | CAL-1 | CAL-2 | PKC-1 | PKC-2 | PKC-3 | LAK-1 | LAK-2 | LAK-3 | Punti |
| ---- | -------------------- | ------------- | ----- | ----- | ----- | ----- | ----- | ----- | ----- | ----- | ----- |
| 1    | Shinsuke Tayama      | Giappone      | 8     | 8     | 4     | 6     | 1     | 2     | -     | -     | 302   |
| 2    | Aleksandr Tret'jakov | Russia        | 2     | 1     | 1     | 1     | -     | -     | -     | -     | 290   |
| 3    | Austin McCrary       | Stati Uniti   | 8     | 12    | 9     | 5     | 5     | 1     | -     | -     | 263   |
| 4    | Yun Sung-bin         | Corea del Sud | 6     | 5     | 3     | 3     | 2     | -     | -     | -     | 260   |
| 5    | Joseph Luke Cecchini | Italia        | 4     | 3     | 8     | 9     | 6     | 5     | -     | -     | 260   |
| 6    | Sergej Čudinov       | Russia        | 3     | 2     | 2     | 2     | -     | -     | -     | -     | 250   |
| 7    | Mike Rogals          | Stati Uniti   | 23    | 24    | 14    | 13    | 7     | 3     | 1     | 1     | 228   |
| 8    | Evan Neufeldt        | Canada        | 1     | -     | 5     | 4     | -     | -     | 2     | 9     | 198   |
| 9    | Barrett Martineau    | Canada        | 10    | 7     | 6     | 7     | 4     | -     | -     | -     | 198   |
| 10   | Lee Han-sin          | Corea del Sud | 5     | 4     | 12    | 10    | 11    | -     | -     | -     | 185   |